# Kupa Árpád
Nagykőrösi Kupa Árpád (Túrkeve, 1859. január 11. – Túrkeve, 1916. május 15.) asztalosmester, író.

## Élete
Kupa Lajos 1848-49-es honvéd-huszár főtiszt és Német Sára fia. A függetlenségi harc alatt apja minden vagyonát elvesztette, és egy földbirtokoshoz szegődött el béresgazdának. Kupa édesanyjától tanult olvasni. Apja 1869-ben meghalt, ő pedig a négyosztályos elemi iskola elvégzése után, 1870. január 5-én asztalosinas lett Debrecenben, 1874. március 20-án pedig asztaloslegény. Szerette Eötvös József és Arany János munkáit. Mint vándorló Budapestre ment, ahol Szabóky Adolf, kegyesrendi tanár esténként cellájában oktatta az elemi tantárgyakra. Két év múlva elvándorolt a fővárosból és csak az 1870-es évek végén került ismét vissza, ekkor kezdett verseket, cikkeket írogatni a munkáslapokba. Az akkori munkásmozgalmakban erős szervező tulajdonsága vezető szerepre juttatta, bár magyarságát fölébe helyezte minden társadalmi eszmének. Ez időből származik ismeretsége Herman Ottóval, Eötvös Károllyal és Tóth Bélával. Ekkor szakított előbbi irányával, haza ment Túrkevére asztalosmesternek, szegényül kezdve mesterségéhez.
Cikket, tárcát írt a megyebeli és helyi lapokba; községe s a Nagykunság történetéből egyes részeket; kisebb elbeszéléseket leginkább a Divat Ujságnak írt. A budapesti Naplóban két regénye jelent meg (1896: Jó szerencsét!, 1898: Örök forradalom, 3 kötet.)

## Munkái
1. Mező-Túr. Ugron Gábor, Ádám Sándor, Tóth Sándor. Bpest, 1891.
2. A napszámosok. Regény. Uo. 1895. Két kötet. (Egyetemes Regénytár X. 15., 16. Rákosi Jenő mutatta be a Budapesti Hirlap febr. 14. számában. Ism. Budapesti Szemle, Budapesti Hirlap 43., 130., Élet 21., 22., 38. sz.).
3. Képzelt királyok. Történeti regény. Uo. 1898. (Egyetemes Regénytár XIII. 9., 10. Előbb a Budapesti Hirlap 1896. évf. Ism. Budapesti Hirlap 95. sz., Vasárnapi Ujság 21. sz., Egyetértés 120. sz., Nemzet 229. sz., Politikai Heti Szemle 18., sz., M. Kritika 16. sz.).
4. Jó szerencsét! (Bp., 1901).

Népdalait megzenésítette Dankó Pista és Csathó Elemér.